# تومي ستيوارت (لاعب كرة قدم)
تومي ستيوارت (بالإنجليزية: Tommy Stewart)‏ هو لاعب كرة قدم بريطاني، ولد في 1935 في بلفاست في المملكة المتحدة، وتوفي في 2 نوفمبر 2006.

## وصلات خارجية
- تومي ستيوارت (لاعب كرة قدم) على موقع قاعدة بيانات كرة القدم.إي يو (الإنجليزية)
- تومي ستيوارت (لاعب كرة قدم) على موقع ناشيونال فوتبول تيمز (الإنجليزية)
- تومي ستيوارت (لاعب كرة قدم) على موقع عالم كرة القدم.نت (الإنجليزية)